# Cyril Fuller
Sir Cyril Thomas Moulden Fuller, KCB, CMG, DSO (* 22. Mai 1874 in Clarence House, West Cowes, Isle of Wight; † 1. Februar 1942 in der Whilton Lodge, Long Buckby, Northamptonshire) war ein britischer Seeoffizier und zuletzt Admiral, der unter anderem zwischen 1928 und 1930 Oberkommandierender des Flottenverbandes Amerika und Westindien (Commander-in-Chief, America and West Indies Station) und zuletzt von 1930 bis 1932 Zweiter Seelord (Second Sea Lord) war.

## Leben

### Ausbildung zum Seeoffizier
Cyril Thomas Moulden Fuller, dessen Vater Thomas Fuller Hauptmann der 18th Hussars war, trat 1887 als Seekadett in die Royal Navy ein. Er diente zunächst in der Mittelmeerflotte und ab November 1889 als Midshipman auf dem Panzerschiff HMS Collingwood sowie ab Mai 1890 als Midshipman auf dem Panzerschiff HMS Trafalgar. Er wurde im Oktober 1893 zum Sub-Lieutenant befördert und schloss seine Ausbildung zum Seeoffizier in allen seinen Prüfungen erstklassig und als Gewinner der Goodenough-Medaille für Artillerie ab. Am 14. April 1894, wenige Wochen vor seinem zwanzigsten Geburtstag wurde er zum Kapitänleutnant (Lieutenant) befördert. Nachdem er auf der China Station als Wachoffizier auf dem Geschützten Kreuzer Rainbow gedient hatte, kehrte er nach Großbritannien zurück, um sich als Geschützoffizier zu spezialisieren. Im Dezember 1899 wurde er Schießoffizier des zur Mittelmeerflotte gehörenden Einheitslinienschiffs Canopus und trat danach im Januar 1902 dem Führungspersonal der Schießschule (Gunnery School) in Portsmouth bei. Während er dort war, leistete er einen Großteil der Vorbereitung des Berichts eines Komitees zur Kontrolle des Gefechtsschießens.
Fuller wurde im Dezember 1903 im frühen Alter von neunundzwanzig Jahren zum Fregattenkapitän (Commander) befördert. Für kurze Zeit diente er als stellvertretender Kommandant (Executive Officer) des Einheitslinienschiffs Majestic, ehe er im Februar 1905 auf dem Einheitslinienschiff King Edward VII Flaggkommandant von Admiral Sir William May, dem Oberbefehlshaber der Atlantikflotte, wurde. Danach war er von 1908 bis 1910 Kommandant (Commanding Officer) des Kreuzers Alacrity, der als Versandschiff der China Station diente. Nach seiner frühzeitigen Beförderung zum Kapitän zur See (Captain) im Alter von 36 Jahren am 31. Dezember 1910 diente er fast drei Jahre lang im Stab des Inspektors für Zielübungen und assistierte dem Komitee für Zieldetektorversuche und später für Direktorenversuche.

### Erster Weltkrieg

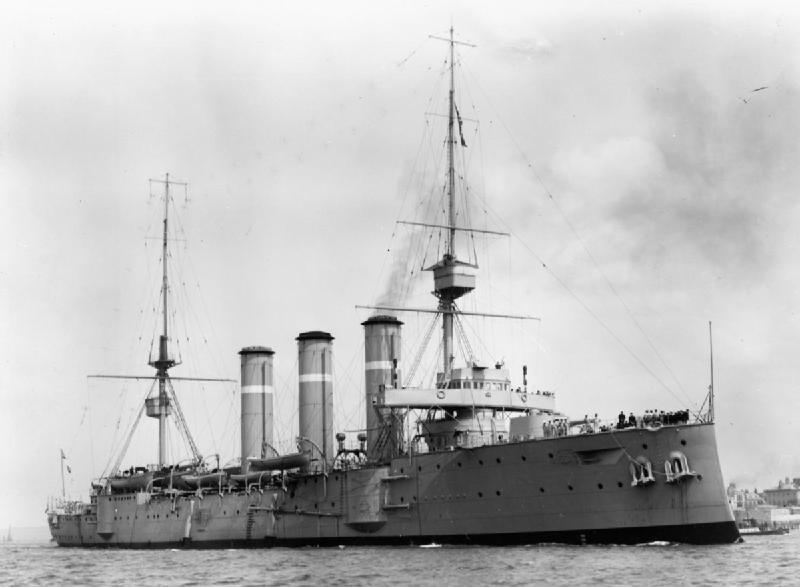
Kapitän zur See Fuller war von Mai bis November 1914 Kommandant des Kadetten-Schulschiffs Cumberland.

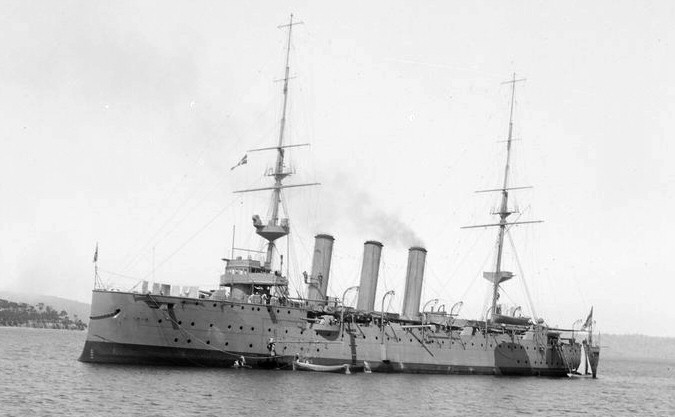
Der Geschützte Kreuzer HMS Challenger, dessen Kommandant Fuller von November 1914 bis März 1915 war.

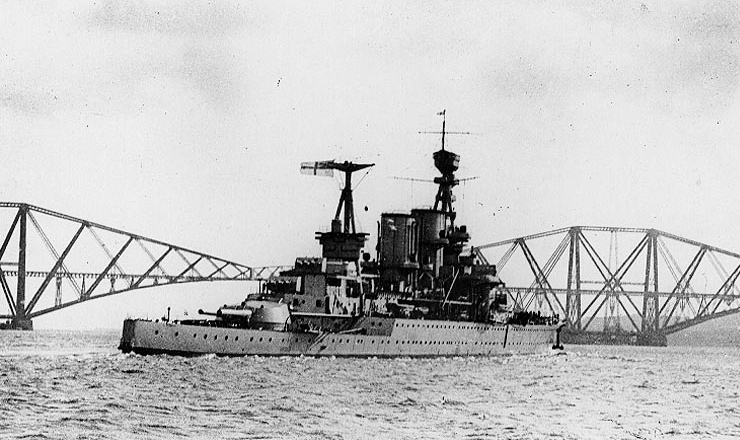
Im August 1916 wurde Kapitän zur See Fuller zum Kommandanten des zur Großen Flotte (Grand Fleet) gehörenden neuen Schlachtkreuzers Repulse ernannt.

Im Mai 1914 kehrte Kapitän zur See Fuller als Kommandant des Kadetten-Schulschiffs Cumberland zur See zurück und hatte dieses Kommando bis November 1914 inne. Nach Ausbruch des Ersten Weltkrieges im August 1914 wurde die Cumberland bei den Operationen gegen deutsches Territorium in der Kolonie Kamerun eingesetzt, wo er ranghöchster Marineoffizier war. Im November 1914 wechselte er als Kommandant zum Geschützten Kreuzer Challenger und verblieb auf diesem Posten bis März 1915. Im Anschluss fungierte er von März 1915 bis Mai 1916 als Kommandant des Geschützten Kreuzers Astraea. In Anerkennung der Fähigkeiten und des Erfolgs, mit denen er die Marineoperationen Kameruns organisiert hatte, wurde er im Januar 1916 zum Companion des Order of St Michael and St George (CMG) sowie des Distinguished Service Order (DSO) ernannt.
Nach seiner Rückkehr wurde Cyril Fuller im August 1916 zum Kommandanten des zur Großen Flotte (Grand Fleet) gehörenden neuen Schlachtkreuzers Repulse ernannt und übte dieses Kommando bis November 1917 aus. Nachdem er einen Monat in der Geheimdienstabteilung (Naval Intelligence Division) gedient hatte, wurde er zusammen mit Kapitän zur See Dudley Pound stellvertretender Leiter der neuen gebildeten Planungsabteilung des Marinestabes der Admiralität. Er trat kurz darauf im Januar 1918 die Nachfolge von Konteradmiral Roger Keyes als Leiter der Planungsabteilung (Director of Naval Plans) an und hatte dieses Amt bis Mai 1920 inne. Er leitete in dieser Eigenschaft 1919 die Delegation der Marine bei der Pariser Friedenskonferenz 1919 und wurde für seine Verdienste im Oktober 1919 wurde er zum Companion des Order of the Bath (CB) ernannt.

### Zwischenkriegszeit und Aufstieg zum Admiral

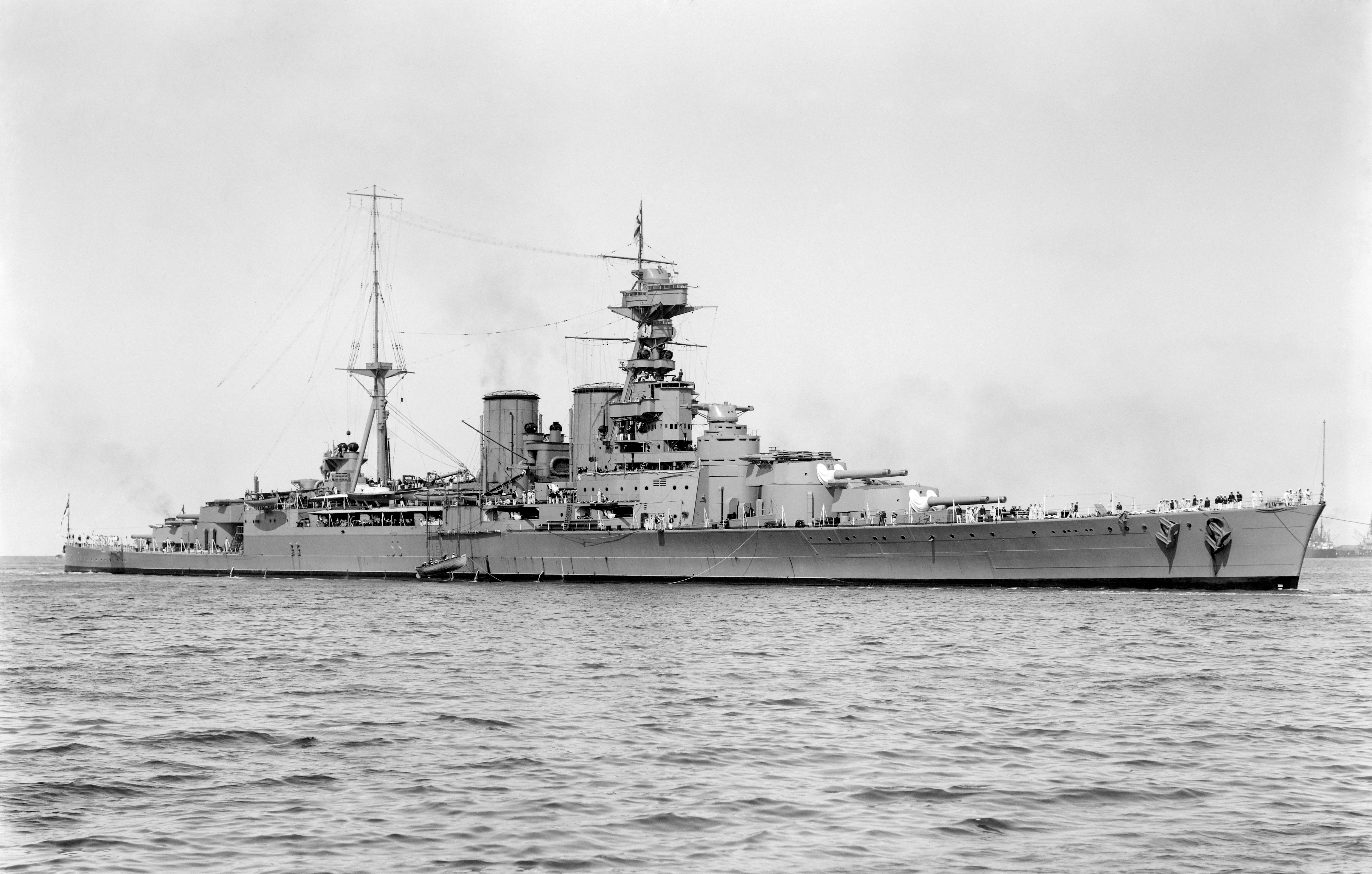
Der Schlachtkreuzer Hood war von April 1925 bis Mai 1927 Fullers Flaggschiff als Kommodore des Schlachtkreuzergeschwaders.

Fullers nächste Ernennung war die zum Chef des Stabes (Chief of Staff, Atlantic Fleet) von Sir Charles Madden, dem Oberbefehlshaber der Atlantikflotte, auf dem Schlachtschiff Queen Elizabeth als Flaggschiff. Am 19. Juni 1921 wurde er zum Konteradmiral (Rear-Admiral)  befördert und am 1. September 1922 Lord Commissioner der Admiralität und Assistierender Chef des Marinestabs (Assistant Chief of the Naval Staff). In dieser Funktion verblieb er bis Mai 1923. Im Anschluss fungierte er zwischen Mai 1923 und April 1925 als Dritter Seelord und Controller der Marine (Third Sea Lord and Controller of the Navy). Danach kehrte er von April 1925 bis Mai 1927 auf dem Posten als Kommodore des Schlachtkreuzergeschwaders (Commanding, Battlecruiser Squadron) mit dem Schlachtkreuzer Hood als Flaggschiff zur See zurück. In dieser Verwendung wurde er am 8. Juli 1926 zum Vizeadmiral (Vice-Admiral) befördert. Am 4. Juni 1928 wurde er ferner zum Knight Commander des militärischen Zweiges des Order of the Bath (KCB) geschlagen, so dass er seither den Namenszusatz „Sir“ führte.
Als Nachfolger von Vizeadmiral Sir Walter Henry Cowan übernahm er einen Monat später im Juli 1928 den Posten als Oberkommandierender des Flottenverbandes Amerika und Westindien (Commander-in-Chief, America and West Indies Station) und hatte dieses Kommando bis Mai 1930 inne, woraufhin Vizeadmiral Sir Vernon Haggard ihn ablöste. Zwei Jahre später wurde er nach seiner Beförderung zum Admiral am 15. Mai 1930 als Nachfolger von Admiral Sir Michael Henry Hodges zum Zweiter Seelord und Chef des Marinepersonals (Second Sea Lord and Chief of Naval Personnel) ernannt. Seine Amtszeit erwies sich als außerordentlich schwierig. Nach dem Abschluss der Londoner Flottenkonferenz im April 1930 kam eine Zeit strenger Kürzungen, die er nicht erfolgreich gestalten konnte. Er war noch im Amt, als die Finanzkrise von 1931 zur Meuterei in der Heimatflotte in Invergordon führte. Obwohl seine Verbindung zu dem Vorfall vielleicht nur nominell war, litt seine Karriere als Mitglied des Admiralitätsausschusses (Board of Admiralty) wie die seiner dortigen Kollegen. Als er im August 1932 die Admiralität verließ, wurde ihm der Posten als Oberkommandierender des Marinestützpunktes Devonport in Plymouth (Commander-in-Chief, Plymouth) angeboten, aber er lehnte ab. Er wurde daraufhin nicht wieder eingestellt und 1935 auf die Ruhestandsliste (Retired List) gesetzt. Stattdessen wechselte er in die Privatwirtschaft und war unter anderem Direktor des Versicherers Yorkshire Insurance, der Fluggesellschaft North Eastern Airways (NEA) sowie von Martin Hearne, Ltd.
Während seiner langen Marinekarriere hatte er mehrere ausländische Auszeichnungen erhalten: Er war Kommandeur der Ehrenlegion und des Ordens der Krone von Italien und erhielt das Ritterkreuz des Ordens der aufgehenden Sonne von Japan. Er war ferner Träger des französischen Croix de guerre, des US-amerikanischen Navy Distinguished Service Medal und der Board of Trade-Medaille für die Rettung von zwei Afrikanern, die im Cameroon River unter einem gewissen Risiko standen.
Am 26. Juli 1902 heiratete er Edith Margaret Connell († 1947), Tochter des Schiffsbauers Charles Connell aus Rozelle bei Glasgow. Aus dieser Ehe gingen zwei Söhne und zwei Töchter hervor.

## Hintergrundliteratur
- J. S. Corbett: Naval operations, 1, 1920
- S. W. Roskill: Naval policy between the wars, 2 Bände, 1968–1976
- F. C. Dreyer: The sea heritage: a study in maritime warfare, S. 296, 1955
- A. E. M. Chatfield: The navy and defence. The autobiography of Admiral of the Fleet Lord Chatfield. It might happen again, S. 27, 1947
- K. G. B. Dewar: The navy from within, S. 243, 257, 1939
- D. Divine: Mutiny at Invergordon, S. 234–237, 1970
- C. Cato: The navy everywhere, S. 61–102, 1919